# Fenil-dimetilfoszfin
A fenil-dimetilfoszfin foszfororganikus vegyület, képlete P(C6H5)(CH3)2. Benne a foszfor egy fenil- és két metilcsoporthoz kapcsolódik, így ez a legegyszerűbb aromás alkilfoszfin. Színtelen, a levegőre érzékeny folyadék, az átmenetifém-komplexekben általánosan használt ligandum. Ezek a komplexek szerves oldószerekben gyakran jól oldódnak.

## Előállítása
Metilmagnézium-halogenid és fenil-diklórfoszfin reakciójával állítják elő:
(C6H5)Cl2P  +  2CH3MgBr  →  (C6H5)(CH3)2P  +  2MgBrCl
A terméket csökkentett nyomáson végzett desztillációval tisztítják.
A (C6H5)(CH3)2P CDCl3-os oldatban proton NMR-jeleket ad a δ 7,0-7,5 tartományban és dublettet δ 1,2 értéknél. A CDCl3-ban felvett foszfor-31 NMR spektrumban −45,9 ppm-nél jelentkezik szingulett.

## Szerkezete és tulajdonságai
Piramis alakú molekula, melyben a fenilcsoport és a két metilcsoport egy foszforatomhoz kapcsolódik. A kötéshosszak és -szögek a következők: P−CMe: 184,4 pm; P−CPh: 184,5 pm, C−C: 140,1 pm, C−HMe: 109,0 pm, C−HPh: 106,7 pm, C−P−C: 96,9°, C−P−C (gyűrű): 103,4°, P−C−H: 115,2°.
Királis fémcentrumhoz kapcsolódva a P-metilcsoportok diasztereotópok, az 1H-NMR spektrumban külön dublettként jelennek meg.

## Összehasonlítás más foszfinligandumokkal
Mind az IrCl(CO)(PPh3)2, mind az IrCl(CO)(PMe2Ph)2 a νCO karbonil vegyértékrezgés 1960 cm−1 hullámszámnál jelentkezik, míg az IrCl(CO)(PMe3)2 esetén ez az érték 1938 cm−1.
Bázikusság tekintetében a trialkil- és trifenilfoszfin között helyezkedik el:
- [HPEt3]+ = 8,7
- [HPMe2Ph]+ = 6,8
- [HPPh3]+ = 2,7

A ligandum (θ) kúpszöge annak a kúpnak a nyílásszöge, amelynek csúcsa a P atom középpontjától 2,28 Å távolságra található. A nem szimmetrikus ligandumok kúpszöge így azonban nem határozható meg. A PX1X2X3 nem szimmetrikus ligandum effektív kúpszögének meghatározása a következő egyenlettel történik:
{\displaystyle \theta ={\frac {2}{3}}\sum _{i=1}^{3}{\frac {\theta _{i}}{2}}}
ahol θi a félszöget jelöli.
A kapott eredmények PMe3, PMe2Ph, PPh3 esetén:
PMe3 = 118°, PMe2Ph = 122°, PPh3 = 145°. Következésképpen a PMe2Ph méretét tekintve a PMe3 és PPh3 közé esik.

## Fordítás
Ez a szócikk részben vagy egészben  a   Dimethylphenylphosphine című angol Wikipédia-szócikk ezen változatának fordításán alapul.  Az eredeti cikk szerkesztőit annak laptörténete sorolja fel. Ez a jelzés csupán a megfogalmazás eredetét és a szerzői jogokat jelzi, nem szolgál a cikkben szereplő információk forrásmegjelöléseként.